# Monson, Maine
Monson är en kommun i Piscataquis County i delstaten Maine, USA.